# Vores Bedste
Vores Bedste er titlen på Danser med Drenges ottende album, som blev udsendt på dobbelt-CD + DVD af selskaberne Recart Music og Glad Grammofon den 24. februar 2006. Albummet er et kombineret studie-, live- og opsamlingsalbum.
De to CD'er indeholder i alt 31 tracks: 25 opsamlingstracks fra gruppens syv foregående udgivelser plus fire ny-indspillede livetracks, samt ét nyt remix og den ny-indspillede single "Gør vi det godt nok?". Sidstnævnte handler om Danser med Drenges trafikuheld på Holbæk-motorvejen i 2005, som orkesterets medlemmer mirakuløst slap fra med livet i behold.
DVD'en indeholder Danser med Drenge-koncerten i Rytmehans teltet på Skanderborg Festival 14. august 2005 - en del af materialet findes på gruppens youtube-kanal.
Albummet markerer et af de salgsmæssige højdepunkter i Danser med Drenges karriere efter årtusindeskiftet, idet Vores Bedste lå otte uger i træk som nr. 1 på den danske albumhitliste i 2006 og blev årets fjerdebedst sælgende album.
Albummet modtog dobbeltplatin i december 2006, og i 2018 certificeredes albummet med 6 x platin af pladebranchens organisation IFPI for mere end 120.000 solgte fysiske eksemplarer.

## Tracks CD1
1. "En dejlig morgen" - (Kjellerup, Trier) [3:09]
2. "Gør vi det godt nok?" - (Kjellerup, Bolvig) [3:40]
3. "Hvorlænge vil du ydmyge dig?" – (Kjellerup) [4:51]
4. "Kære Lillesøster" - (Lopez, Grøntved, Dalgård, Kjellerup) [3:38]
5. "Grib chancen" - (Kjellerup) [4:25]
6. "Aldrig udvære dig" - (Kjellerup) [5:05]
7. "Se ind i spejlet" - (Kjellerup) [4:25]
8. "Rejs dig op og kom videre" - live - (Kjellerup, Trier) [5:05]
9. "Hey mr. Spåmand" - (Stanley, Kjellerup, Trier) [4:31]
10. "Du gik uden at se dig tilbage" - (Kjellerup, Michelsen) [4:53]
11. "Vi skal nok få gjort en mand ud af dig" – (Stanley, Kjellerup) [4:54]
12. "Bange for at miste dig" – live - (Mejlvang, Kjellerup) [3:04]
13. "Nu kan det kun gå fremad" - (Kjellerup, Trier) [3:53]
14. "Nogen tror på retfærdighed" - (Stanley, Kjellerup) [6:16]
15. "Alt for at beholde dig" - (Kjellerup) [3:44]

## Tracks CD2
1. "Er der nogen i himlen?" - (Kjellerup) [5:03]
2. "Hvor var vi bare kloge" - (Stanley, Kjellerup, Trier) [4:00]
3. "Tag godt imod ham" - (Kjellerup, West) [3:59]
4. "Gør hvad du vil" - (Kjellerup, Michelsen) [4:35]
5. "Kolde hjerter" – (Kjellerup) [4:46]
6. "Læn dig tilbage" - live - (Kjellerup) [5:41]
7. "Ting, som jeg aldrig turde sige" – (Stanley, Kjellerup) [4:06]
8. "Jeg går op og lægger mig" - (Kjellerup, Trier) [6:03]
9. "C'est la vie" – (Mejlvang, Linnet) [4:27]
10. "Hvem skal vi rakke ned?" - (Kjellerup, Trier) [4:45]
11. "Var det en fejl?" – (Kjellerup) [4:57]
12. "Vi går gennem mørket" – (Kjellerup, Stanley) [5:15]
13. "Er der nogen i himlen?" - live - (Kjellerup) [6:02]
14. "Remix 1993: Chiefen & Tjelly's Ydmygende Herskerinde Mix" - (Kjellerup, Trier) [4:45]
15. "Remix 1994: Grib Chancen - Jens Hansens Nedskæringsmix For Utålmodige Radio DJs" - (Kjellerup) [4:25]
16. "Remix 2006:  En Dejlig Morgen - DmD vs Den Onde Selv" - (Kjellerup, Trier) [3:33]

- Ny-indspillede tracks, CD1: 2, 8, 12. CD2: 6, 13 og 16
- Resten er opsamlingstracks fra de foregående syv DmD-album.

## Tracks DVD
1. Giv Slip Nu
2. Vi Går Gennem Mørket
3. Aldrig Undvære Dig
4. Læn Dig Tilbage
5. Hvor Var Vi Bare Kloge [9]
6. Et Lysår En Stjerne
7. Grib Chancen
8. Rejs Dig Op & Kom Videre
9. Tag Godt Imod Ham
10. Nu Kan Det Kun Gå Fremad [10]
11. Er Der Nogen I Himlen? [11]
12. Hvorlænge Vil Du Ydmyge Dig?
13. Ud Under Åben Himmel [12]

## Musikere (band)
- Rie Rasmussen (vokal)
- Klaus Kjellerup (bas, guitar, keyboards, kor)
- Steffen Qwist (lead guitar)
- Henrik Stanley Møller (keyboards, kor)
- Morten "Oberst" Bolvig (keyboards, el-piano, orgel)
- Kasper Langkjær (trommer)

## Gæster
- Marcus Toft, Steffen Breum (remix CD2 track 16)